# Moše Arens
Moše Arens (hebrejsky משה ארנס‎; narozený 27. prosince 1925 Kaunas – 7. ledna 2019 Savjon) byl izraelský inženýr, vědec, profesor Technionu v Haifě, politik, člen strany Likud, ministr obrany ve třech izraelských vládách a velvyslanec Izraele ve Spojených státech.

## Biografie
Narodil se v Kaunasu v Litvě. V roce 1938 se společně se svou rodinou přestěhoval do USA a stal se americkým občanem. Byl jedním z vůdců sionistické mládežnické organizace Betar. Do Izraele se přestěhoval v roce 1948, když Izrael deklaroval svou nezávislost. Vstoupil do řad Irgun, v jehož řadách bojoval ve válce za nezávislost.

### V politice
Po válce vstoupil do politiky. Byl jedním ze zakládajících členů strany Cherut (předchůdkyně Likudu). V roce 1973 byl za Likud zvolen do Knesetu. Tam se stal předsedou parlamentního výboru pro zahraniční věci a obranu.
V roce 1981 byl premiérem Menachemem Beginem jmenován izraelským velvyslancem v USA. Na tomto postu setrval až do roku 1983, kdy se stal poprvé ministrem obrany ve vládě Jicchaka Šamira. V této funkci vystřídal Ariela Šarona. V roce 1984 se Arens stal ministrem bez portfeje ve vládě národní jednoty.
V roce 1988 se stal ve vládě Jicchaka Šamira ministrem zahraničí. Na této pozici čelil kritice za nezvládnutí první palestinské intifády a navíc se dostal do trapné pozice po Pollardově aféře, která se objevila v době, kdy se americko-izraelské vztahy poznamenané první libanonskou válkou začínaly stabilizovat. Ve funkci ministra zahraničí setrval do roku 1990, kdy byl Šamirem podruhé jmenován ministrem obrany. V této funkci setrval až do roku 1992, kdy jeho mateřská strana Likud prohrála volby. V té době byl svým okolím vnímán jako zastánce tvrdé linie ve vztazích s Araby.
Po volební porážce v roce 1992 na čas opustil politiku. Vrátil se do ní v roce 1999, kdy se postavil ve volbách do vedení Likudu proti svému bývalému chráněnci Benjaminu Netanjahuovi. Přestože prohrál (získal jen 18 hlasů) přibral jej Netanjahu v lednu 1999 do své vlády na post ministra obrany poté, co z tohoto postu vyhodil Jicchaka Mordechaje.
Politiky se Arens vzdal definitivně koncem roku 1999. Přesto ji nadále komentoval. V roce 2005 patřil ke kritikům stažení z Pásma Gazy a v roce 2006 byl jedním z těch, kteří žádali zřízení parlamentní vyšetřovací komise k druhé libanonské válce. Jak tvrdil, Izrael tuto válku prohrál, a to s velmi malou skupinou lidí; 500 příslušníků Hizballáhu nemělo být pro izraelskou armádu žádný problém.
Ke sklonku života byl předsedou rady guvernérů Arielské univerzity a publikoval články v deníku Ha'arec.